# 伊利亞·布羅夫
伊利亞·阿列克谢耶维奇·布羅夫（俄語：Илья Алексеевич Буров，1991年11月13日—），俄羅斯自由式滑雪運動員，他代表俄羅斯奧林匹克委員會隊參加了在韓國舉行的平昌冬奧會和在中國舉行的2022年冬季奧林匹克運動會，並且在男子空中技巧比賽上均獲得銅牌。